# ISO 3166-2:MU
کد ISO 3166-2:MU بخشی از استاندارد ایزو ۳۱۶۶ برای کشور موریس است که توسط سازمان بین‌المللی استانداردسازی ISO تنظیم شده‌است این سازمان، کدهای استاندارد را برای تقسیمات کشوری مهم (ایالت‌ها یا استان‌های) کشورهای موجود در استاندارد ایزو ۳۱۶۶-۱ تعریف می‌کند.
هر کد شامل دو بخش می‌گردد که توسط علامت - جدا می‌گردند.
- بخش نخست MU که در ایزو ۳۱۶۶-۱ آلفا-۲ کد کشور موریس است.
- بخش دوم شامل یک یا دو یا سه حرف است که بیان‌کننده استان یا ایالت کشور موریس می‌باشد.

## کدها
| کدها  | تقسیمات کشوری           | نوع        |
| ----- | ----------------------- | ---------- |
| MU-BR | Beau-Bassin Rose-Hill   | شهر        |
| MU-CU | Curepipe                | شهر        |
| MU-PU | پورت‌لوئیس               | شهر        |
| MU-QB | Quatre Bornes           | شهر        |
| MU-VP | Vacoas-Phoenix          | شهر        |
| MU-AG | Agalega e Saint Brandon | dipendenza |
| MU-CC | Cargados Carajos        | dipendenza |
| MU-RO | جزیره رودریگز           | dipendenza |
| MU-BL | Black River District    | ناحیه      |
| MU-FL | ناحیه فلاک              | ناحیه      |
| MU-GP | ناحیه گرند پورت         | ناحیه      |
| MU-MO | ناحیه موکا              | ناحیه      |
| MU-PA | ناحیه پامپلموسس         | ناحیه      |
| MU-PW | ناحیه پلن ویلهم         | ناحیه      |
| MU-PL | ناحیه پورت لوئیس        | ناحیه      |
| MU-RR | ناحیه ریویر دو رمپار    | ناحیه      |
| MU-SA | ناحیه ساوانه            | ناحیه      |